# Алианс ПАИС
Алианс ПАИС (на испански: Alianza PAIS) е лява социалистическа партия в Еквадор.
PAIS (ПАИС) в името се разшифрова като Patria Altiva i Soberana („Горда и суверенна родина“), а país на испански означава „страна“. Има 	979 691 членове към 2016 г.

## История
Партията е основана (чрез обединяване на предишни партии) през 2006 година от бившия финансов министър Рафаел Кореа. По-късно през същата година Кореа е избран за президент на Еквадор.
През следващите години партията се превръща в доминираща в страната, като на изборите през 2013 година получава 52 % от гласовете и 91 от 131 места в парламента.